# Louis-Charles Fougeret de Monbron
Louis-Charles Fougeret de Monbron (* 19. Dezember 1706 in Péronne, Département Somme; † 16. September 1760  in Paris) war ein französischer Literat und Schriftsteller.

## Leben und Wirken
Monbron diente zunächst in der Garde du Corps, um sich später literarisch zu betätigen. In einem Polizeibericht wurde er als ein schamloser Charakter bezeichnet, dessen Vater ein Postmeister aus Péronne sei. Er hatte einen Bruder, der bei der Steuerbehörde angestellt war.
Als ehemaliges Mitglied der Garde wurde er später Kammerdiener bei Seiner Majestät, wo ihm jedoch gekündigt wurde. Darauf hielt er sich in Botschaften an verschiedenen europäischen Höfen auf und kehrte dann nach Paris zurück. Er durchreiste weite Teile von Westeuropa und wurde als Prototyp eines Bohème-Schriftstellers (une vie de bohème) bezeichnet.

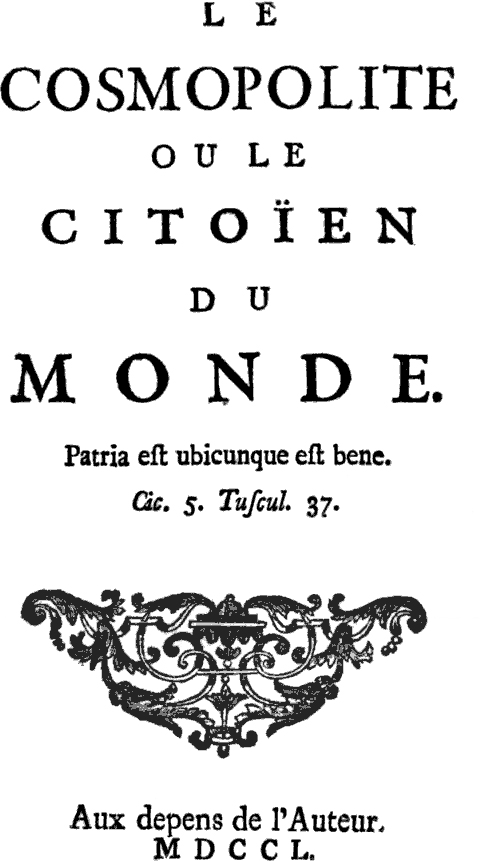
Titelblatt des Le Cosmopolite ou le Citoïen du Monde von Fougeret de Monbron (1750)

Er übersetzte aus dem Englischen Fanny Hill von John Cleland mit dem französischen Titel der Ausgabe La Fille de Joie (1751).
Ferner schrieb er 1757 im zweiten Kriegsjahr des Siebenjährigen Krieges (auch Dritter Schlesischer Krieg genannt) ein anonymes Pamphlet mit dem fiktiven Erscheinungsort à Minorique unter dem Titel Préservatif contre l’anglomanie, das 1762 erneut unter dem Titel L’Anti-Anglais erschien. Es handelt sich um eine anti-britische Propagandaschrift, in der insbesondere auch frankophone anglophile Autoren angegriffen wurden.

## Werke (Auswahl), Übersetzungen
- Le Cosmopolite ou le Citoyen du monde. Suivi de la Capitale des Gaules ou la Nouvelle Babylone, Einführung von Raymond Trousson, Bordeaux, Ducros, (1970)
- Le Canapé couleur de feu : histoire galante, Toulouse, Ombres, 2000 ISBN 978-2-8414-2121-3
- Margot la ravaudeuse, Le Canapé couleur de feu (1741), Hrsg. Catriona Seth, Paris, Le Monde et Classiques Garnier, (2010)
- Le Cosmopolite ou le Citoyen du Monde, L’univers est une espèce de livre dont on n’a lu que la première page quand on n’a vu que son pays (1750), Hrsg. Édouard Langille, Londres, Modern Humanities Research Association, (2010) ISBN 978-1-9073-2204-4
- La Henriade travestie (1745)
- Margot la ravaudeuse (1750 bzw. 1753)
- Préservatif contre l’anglomanie (1757)
- La Capitale des Gaules ou la Nouvelle Babylone (1759)